# Mistrzostwa Polski w Wędkarstwie Spławikowym (2023)
Mistrzostwa Polski w Wędkarstwie Spławikowym (2023) – mistrzostwa Polski w wędkarstwie spławikowym, które odbyły się w terminie 22-24 września 2023 w Szymanowicach Dolnych, w wodach zbiornika Szymanowice (na rzece Koprzywiance). W zawodach rywalizowało 91 zawodników.
Wyniki Mistrzostw Polski Seniorów:
- 1. miejsce: Paweł Wlazło (Okręg PZW w Radomiu),
- 2. miejsce: Wiktor Walczak (Okręg PZW w Kaliszu),
- 3. miejsce: Marcin Kowalski (Okręg Mazowiecki PZW)[1].

Wyniki Mistrzostw Polski Osób Niepełnosprawnych:
- 1. miejsce: Eugeniusz Błaszczak (Okręg PZW w Radomiu),
- 2. miejsce: Michał Czułek (Okręg PZW w Skierniewicach),
- 3. miejsce: Jacek Matera (Okręg PZW w Rzeszowie)[1].